# Zaharină
Zaharină este o substanță sintetică, albă, solidă, cristalizată, greu solubilă în apă, cu o putere de îndulcire de 500 de ori mai mare decât a zahărului, dar lipsită de orice valoare nutritivă, netoxică și neasimilabilă; întrebuințată ca înlocuitor al zahărului în alimentația bolnavilor de diabet.
Termenul zaharină provine din limba greacă σάκχαρον (zakharon) și înseamnă zahăr. 
Zaharina este cel mai vechi îndulcitor artificial, fiind decoperită în anul 1879 de către profesorii Ira Remsen și Constantin Fahlberg de la Johns Hopkins University. Cei doi au descoperit zaharina accidental, în timp ce încercau să creeze o vopsea nouă utilizând derivați pe bază de cărbune.
Zaharina, care poartă codul european de aditiv alimentar (îndulcitor) E 954, are denumirea chimică:
- 3-oxo-2,3 dihidro-benzo(d)izotiazol- 1,1-dioxid

și formula chimică C7H5NO3S

cu o masă moleculară relativă 183,18.